# 議院に出頭する証人等の旅費及び日当に関する法律
議院に出頭する証人等の旅費及び日当に関する法律（ぎいんにしゅっとうするしょうにんとうのりょひおよびにっとうにかんするほうりつ、昭和22年4月30日法律第81号）は、衆議院・参議院の各議院における議案その他の審査または国政に関する調査のため、証人、公述人、参考人または証人の補佐人として出頭し、または陳述した者に対する旅費および日当の支給に関する法律である。
1947年4月30日の制定当初は題名がなく「等」の字もない「議院に出頭する証人の旅費及び日当に関する法律」の件名が用いられたが、改正により同年8月1日に「等」の字を追加した現行の名称が題名として追加された。
金額等の詳細は議院に出頭する証人等の旅費及び日当支給規程（昭和22年9月1日両院議長協議決定）に規定される。